# 農桑經
《农桑经》，为蒲松龄的作品，于康熙44年(1705年)撰写成。

## 概要
该作主要收集魯中一帶農民的植桑、養蠶、選種、積肥、耕作經驗。該書使其作者儕身进中國古代農學家行列。本身亦记载济南府淄川县小麦与豆、谷、黍等作物轮作复种的情形，作品本身编写结合迷信活动、科学知识和生产经验，作者参考韩氏的《农训》写《农经》和古今论蚕诸书写《桑经》,合为《农桑经》。该作也反映了清代山东淄博一带农业和蚕桑生产情况。

## 规格
其上册主要記載花卉、树木、蔬菜和谷物的种植方法,下册记载染羝、造墨、書画、装璜、珍玩、石譜。现存的上下两册作者手稿保存于东北图书馆。